# Fiat Wish
La Fiat Wish è una concept car costruita dalla casa automobilistica italiana Pininfarina in collaborazione con la FIAT nel 1999.

## Contesto
Il prototipo venne presentato nel 1999 al Salone dell'automobile di Francoforte dalla Pininfarina per festeggiare il centenario della FIAT. La vettura di serie avrebbe dovuto sostituire la Fiat Punto Cabrio costruita dalla Bertone.

## Meccanica
La meccanica era quella della Fiat Punto II serie, mentre il telaio venne rinforzato per contrastare la mancanza del tetto. Caratteristica fondamentale della Wish era il raffinato sistema elettroidraulico, che permetteva di riporre ordinatamente l'hard-top nella sezione superiore del bagagliaio, trasformandola così da una vettura cabriolet ad una di tipo coupé.